# Schloss Wirrwitz

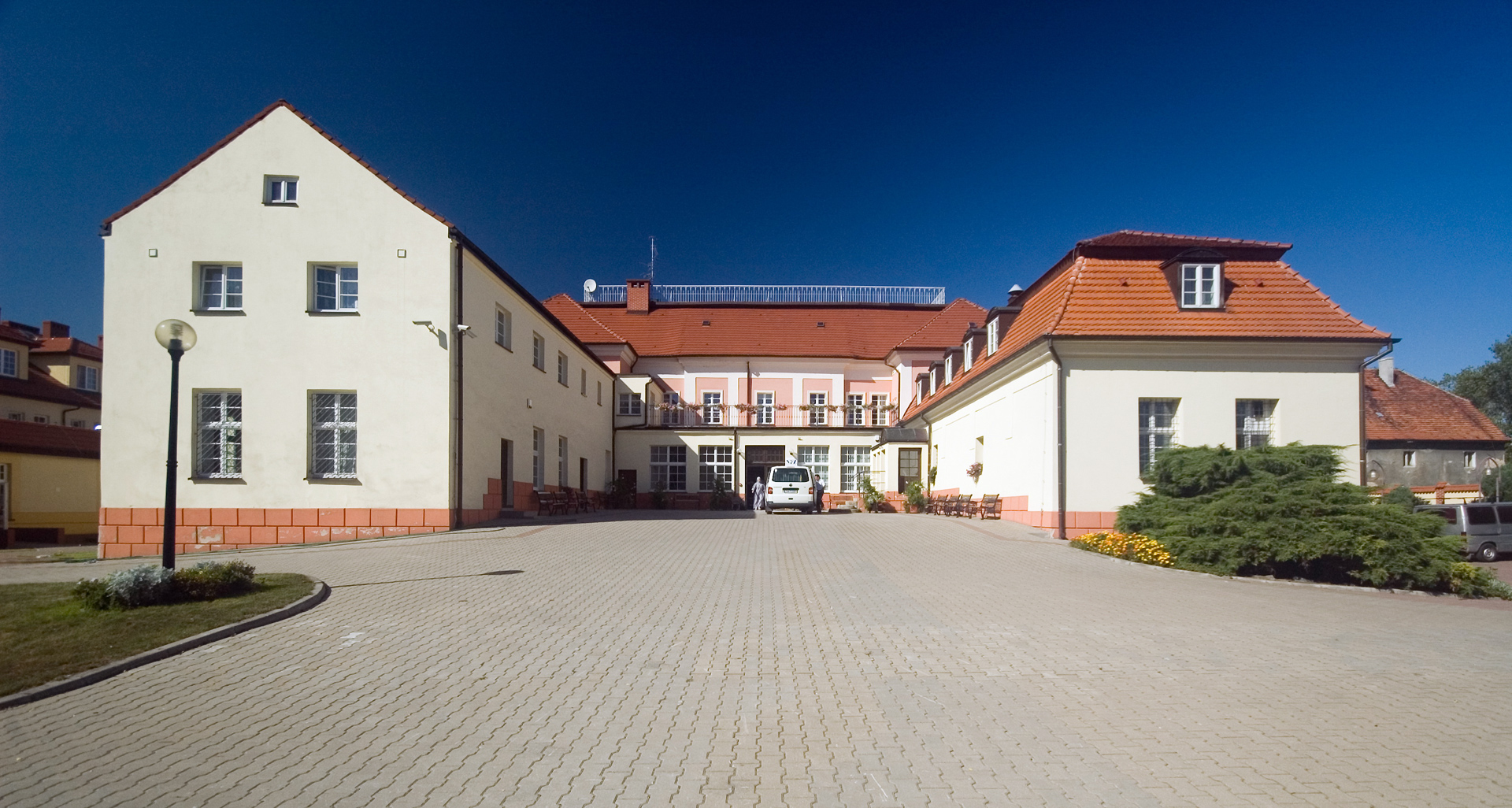
Schloss Wirrwitz

Schloss Wirrwitz (polnisch Pałac w Wierzbicach) ist ein Schloss in Wierzbice (deutsch Wirrwitz) in der Landgemeinde Kobierzyce (Koberwitz) in der Woiwodschaft Niederschlesien in Polen.

## Geschichte
Der Name des Orts erscheint erstmals erwähnt 1358 im Landbuch des Herzogtums Breslau, das Geschlecht der von Wirbicz ist schon für 1310 belegt. Ab 1324 war das Vorwerk Wirrwitz ein Erbrecht.
Der älteste Teil des heutigen Baus ist wohl der Ostflügel, dessen Renaissanceportal und Kratzputzornamente auf eine Entstehung um 1600 hindeuten. Im Jahr 1730 wurde der Bau im Auftrag des Freiherrn von Hundt nach Plänen von Christoph Hackner durch eingeschossige Flügelbauten zu einer hufeisenförmigen Anlage ausgebaut. Die Nordseite wurde zum neunachsigen Hauptbau mit einem vorspringenden Mittelteil und trägt an der Vorderfront das Wappen des Freiherrn von Hundt und die Jahreszahl 1730.
Durch klassizistischen Umbau verschwanden die Dreiecksgiebel und das vorherige Mansarddach wurde zu einem schlichten Kronendach. Beiderseits des Schlosses liegen symmetrisch Kavaliershäuser mit Krüppelwalmdach.